# Orrin Hatch

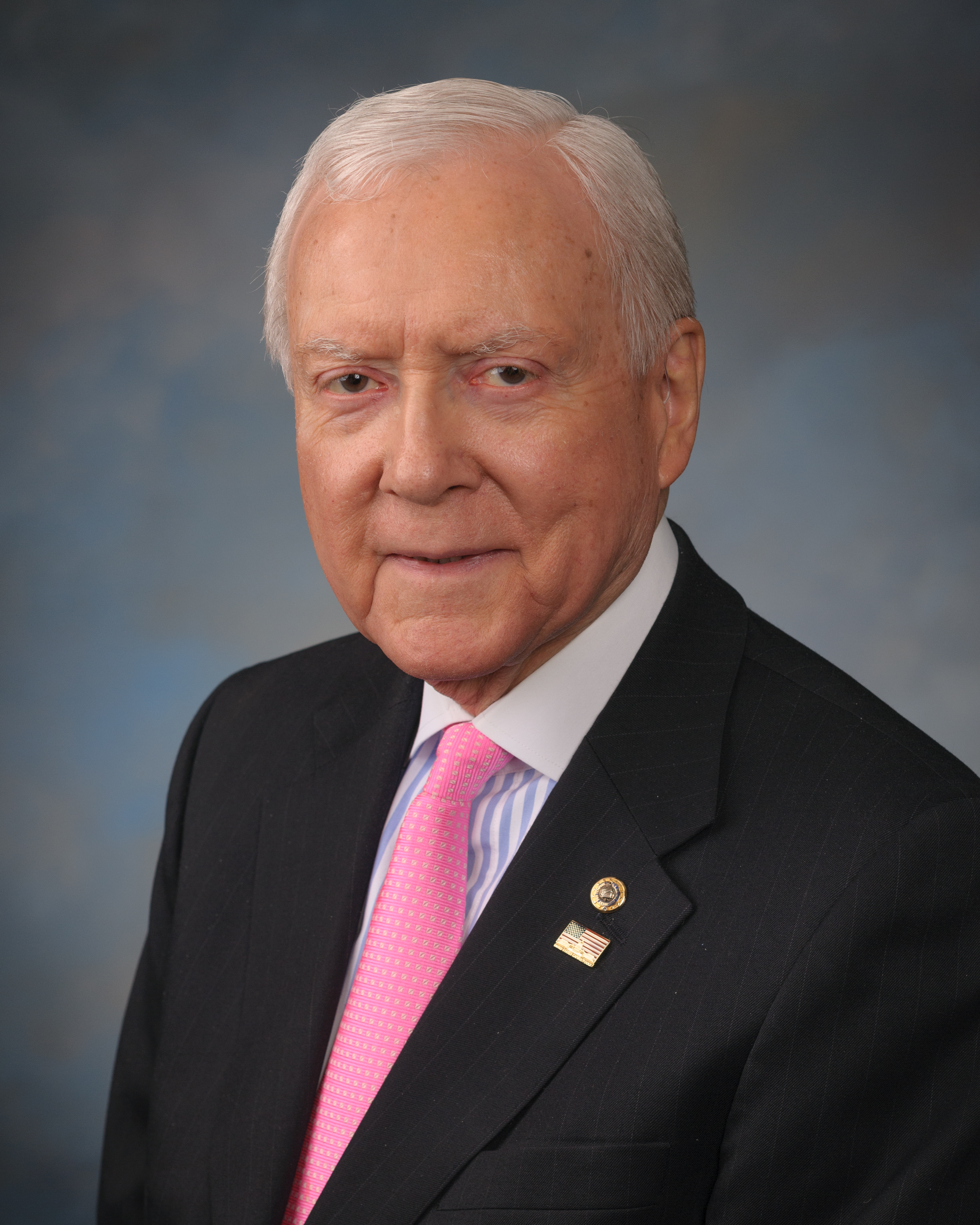
Orrin Hatch, 2015

Orrin Grant Hatch (* 22. März 1934 in Pittsburgh, Pennsylvania; † 23. April 2022 in Salt Lake City, Utah) war ein US-amerikanischer Politiker der Republikanischen Partei, der den Bundesstaat Utah von 1977 bis 2019 im Senat der Vereinigten Staaten vertrat. Ab Januar 2015 war er Senatspräsident pro tempore.

## Familie, Ausbildung und Beruf
Orrin Hatch war der Sohn von Helen Kamm und Jesse Hatch. Als erstes Mitglied seiner Familie, das studierte, besuchte Hatch die Brigham Young University, an der er den Bachelor in Geschichte erhielt. Danach studierte er Jura an der Law School der University of Pittsburgh, wo er 1962 den Grad Juris Doctor erreichte. Nach dem Ende seines Studiums war er 14 Jahre lang als Rechtsanwalt tätig, zunächst in Pittsburgh und dann in Utah.
Hatch war mit Elaine Hansen verheiratet; aus der Verbindung gingen sechs Kinder hervor. Er war Mitglied der Kirche Jesu Christi der Heiligen der Letzten Tage. Hatch starb am 23. April 2022 in Salt Lake City im Alter von 88 Jahren.

## Politik
Hatch vertrat ab Januar 1977 den Staat Utah im Senat der Vereinigten Staaten. In seiner ersten Kandidatur für ein öffentliches Mandat hatte er bei der Senatswahl 1976 den Demokraten Frank Moss besiegt, der das Mandat seit drei Wahlperioden (18 Jahre) innegehabt hatte, was Hatch im Wahlkampf als zu lang kritisierte. In den folgenden Senatswahlen wurde Hatch jeweils als Senator wiedergewählt, 1982 gegen den damaligen Bürgermeister von Salt Lake City, Ted Wilson, und zuletzt 2012, als seine Amtszeit bereits fast 36 Jahre betrug. Er war der längstgediente Senator in der Geschichte Utahs.
Im Dezember 2017 ermunterte US-Präsident Trump Hatch, erneut für den US-Senat zu kandidieren, nach der Einschätzung politischer Beobachter, um zu verhindern, dass Mitt Romney als Hatchs Nachfolger in den US-Senat einzog. Am 2. Januar 2018 gab Hatch bekannt, für die Senatswahl 2018 nicht mehr zur Verfügung zu stehen. Zu seinem Nachfolger wurde Romney gewählt, der am 3. Januar 2019 Hatchs auslaufendes Mandat übernahm.
Bei der Vorwahl der Republikaner hatte sich Hatch im Jahr 2000 für die Präsidentschaft der Vereinigten Staaten beworben, unterlag aber dem damaligen Gouverneur von Texas, George W. Bush.

## Positionen
Ab 1994 setzte sich Orrin Hatch dafür ein, dass die Produzenten von Nahrungsergänzungsmitteln nur minimale Auflagen erfüllen müssen. Er initiierte ein Gesetz, das Behauptungen über gesundheitliche Effekte solcher Mittel erlaubt, ohne durch die Food and Drug Administration überprüft zu werden. Er wurde aus der Branche, zu deren Lobbyisten auch sein Sohn Scott Hatch gehört, im Wahlkampf unterstützt und blieb auch nach Kritik wegen Todesfällen unter Nutzern derartiger Mittel ein Verteidiger der Industrie.
Hatch setzte sich langjährig für einen stärkeren Schutz der Urheberrechte ein. Ab 17. Juni 2003 erregte er Aufsehen mit dem Vorschlag, die Inhaber von Urheberrechten sollten dazu ermächtigt werden, die Computer und technische Infrastruktur zu zerstören von allen, die Urheberrechte verletzen würden. “This may be the only way you can teach somebody about copyrights.” In einem RFC wurde dies verspottet. Im Sommer 2007 stellte sich dann heraus, dass Hatch für den Betrieb seiner Internetpräsenz eine illegale und unbezahlte Raubkopie von Software der britischen Firma Milonic verwendete.
Ab 2010 unterstützte Hatch eine Initiative, die Internet Service Providern und Suchmaschinen Internetfilter zum Schutz vor Urheberrechtsverletzungen vorschreiben sollte.
Hatch galt gemeinsam mit Tom Marino als wichtiger Unterstützer der Pharmaindustrie. So setzte er trotz der Opioid-Epidemie in den Vereinigten Staaten von Amerika im Frühjahr 2016 ein Gesetz durch, das es der Drogenbehörde DEA nahezu unmöglich machte, verdächtige Auslieferungen großer Mengen von verschreibungspflichtigen Betäubungsmitteln zu verhindern.

## Auszeichnungen
Im November 2018 wurde ihm von Präsident Trump die Presidential Medal of Freedom verliehen.

## Schriften
- Square Peg: Confessions of a Citizen Senator. 2002.
- mit A. Valoy Eaton, Vern G. Swanson: In Natural Light. Paintings by VaLoy Eaton. Gibbs Smith, Kaysville UT 2003, ISBN 1-58685-283-3 (über Gemälde von Eaton).